# Horbaków
Horbaków (ukr. Горбаків) – wieś na Ukrainie, w obwodzie rówieńskim, w rejonie rówieńskim. W 2024 liczyła 1431 mieszkańców.
Tak jak cały obecny obwód rówieński, wieś znajdowała się w granicach II RP, wchodząc w skład województwa wołyńskiego, powiat rówieński, gmina Buhryń.